# David Mainhard
David Mainhard (* 8. November 1788 in Tauberbischofsheim; † 3. Juli 1862 in Freiburg im Breisgau) war ein badischer Verwaltungsjurist.

## Leben
Mainhards Vater war Wirt im Gasthaus zum Goldenen Stern in Tauberbischofsheim sowie Ratsverwandter. Nach dem Studium der Rechtswissenschaften an den Universitäten Würzburg und Heidelberg (Immatrikulation in Heidelberg am 16. Mai 1808) war er ab 1812 zunächst als Rechtspraktikant in seiner Heimatstadt Tauberbischofsheim beschäftigt. 1821 wurde er zum Amtsassessor ernannt, 1827 Amtmann beim Oberamt Rastatt, 1832 Amtmann und Amtsvorstand beim Bezirksamt Meersburg und dort 1837 zum Oberamtmann befördert. 1840 wechselte er als Amtsvorstand zum Bezirksamt Jestetten. 1848 trat er in den Ruhestand.